# Denemarken op de Olympische Zomerspelen 1992
Denemarken nam deel aan de Olympische Zomerspelen 1992 in Barcelona, Spanje. 

## Medailleoverzicht
| Sport       | Olympiër                                                                 | Discipline               | Medaille |
| ----------- | ------------------------------------------------------------------------ | ------------------------ | -------- |
| Zeilen      | Jesper Bank Steen Secher Jesper Seier                                    | soling                   | Goud     |
| Kanovaren   | Arne Nielsson Christian Wigø                                             | C-2 1000m (m)            | Zilver   |
| Badminton   | Thomas Stuer-Lauridsen                                                   | enkelspel (m)            | Brons    |
| Boksen      | Brian Nielsen                                                            | +91kg (m)                |          |
| Wielersport | Ken Frost Jimmi Madsen Klaus Kynde Nielsen Jan Petersen Michael Sandstød | ploegenachtervolging (m) |          |
| Zeilen      | Jørgen Bojsen-Møller Jens Bojsen-Møller                                  | flying dutchman          |          |

## Resultaten en deelnemers per onderdeel

### Atletiek
| Olympiër                  | Discipline      | Resultaat | Prestatie                                                  |
| ------------------------- | --------------- | --------- | ---------------------------------------------------------- |
| Gitte Karlshøj            | 3000m (v)       | 17e       | serie 1: 6de in 8.54,05                                    |
| Dorthe Rasmussen          | 10000m (v)      | 28e       | serie 1: 15de in 33.22,43                                  |
| Renata Pytełewska-Nielsen | verspringen (v) | 11e       | kwalificatie groep B: 5de met 6,63m finale: 11de met 6,06m |

### Badminton
| Olympiër                               | Discipline     | Resultaat | Prestatie |
| -------------------------------------- | -------------- | --------- | --- |
| Poul-Erik Høyer Larsen                 | enkelspel (m)  | 5e        | 1ste ronde: vrij 2de ronde: W van JPN Machida: 15-2, 15-4 3de ronde: W van HKG Chan: 15-10, 15-5 kwartfinale: V van INA Wiranata: 10-15, 12-15                                                                           |
| Thomas Stuer-Lauridsen                 | enkelspel (m)  | Brons     | 1ste ronde: W van IND Kumar: 15-6, 15-6 2de ronde: W van CAN Blanshard: 15-7, 15-4 3de ronde: W van CHN Liu: 10-15, 17-16, 15-9 kwartfinale: W van MAL Sidek: 15-2, 15-8 halve finale: V van INA Budikusuma: 14-18, 8-15 |
| Jon Holst-Christensen Thomas Lund      | dubbelspel (m) | 9e        | 1ste ronde: W van AUS Galt/Harrison: 15-0, 15-2 2de ronde: V van MAL Sidek/Sidek: 12-15, 6-15 |
| Jan Paulsen Henrik Svarrer             | dubbelspel (m) | 9e        | 1ste ronde: W van INA Khan/Koh: 15-1, 15-5 2de ronde: W van CAN Humble/Kaul: 15-4, 15-5 kwartfinale: V van CHN Lia/Tian: 11-15, 15-12, 14-17                                                                             |
|                                        |                |           | |
| Camilla Martin                         | enkelspel (v)  | 17e       | 1ste ronde: W van MRI Seesurun: 11-1, 12-0 2de ronde: V van AUS Lao: 6-11, 11-12 |
| Pernille Nedergaard                    | enkelspel (v)  | 9e        | 1ste ronde: vrij 2de ronde: W van POL Krasowska: 15-0, 15-3 3de ronde: V van THA Jaroensiri: 11-5, 6-11, 10-12 |
| Pernille Dupont Jensen Grete Mogensen  | dubbelspel (v) | 17e       | 1ste ronde: V van JPN Jinnai/Mori: 18-14, 14-18, 2-10 |
| Lisbet Stuer-Lauridsen Marlene Thomsen | dubbelspel (v) | 9e        | 1ste ronde: W van CAN Julien/Piche: 15-7, 15-7 2de ronde: V van CHN Guan/Nong: 3-15, 12-15 |

### Boksen
| Olympiër      | Discipline | Resultaat | Prestatie |
| ------------- | ---------- | --------- | --- |
| Jesper Jensen | -51kg (m)  | 9e        | 1ste ronde: W van MAR Berhili: 10-4 2de ronde: V van HUN Kovács: 0-14                                                      |
| Brian Lentz   | -75kg (m)  | 9e        | 1ste ronde: W van MGL Altangerel: 4-0 2de ronde: V van GER Ottke: 2-9                                                      |
| Mark Hulstrøm | -91kg (m)  | 17e       | 1ste ronde: V van CRO Mavrović: 2-8                                                                                        |
| Brian Nielsen | +91kg (m)  | Brons     | 1ste ronde: vrij 2de ronde: W van KOR Jung: 16-2 kwartfinale: W van TCH Hrivňák: 14-4 halve finale: V van CUB Balado: 1-15 |

### Boogschieten
| Olympiër                                               | Discipline      | Resultaat | Prestatie                                                                     |
| ------------------------------------------------------ | --------------- | --------- | ----------------------------------------------------------------------------- |
| Ole Gammelgaard Nielsen                                | individueel (m) | 26e       | plaatsingsronde: 10de met 1306 punten 1ste ronde: V van GBR Hallard: 98-103   |
| Henrik Kromann Toft                                    | individueel (m) | 27e       | plaatsingsronde: 16de met 1294 punten 1ste ronde: V van BEL Vermeiren: 97-101 |
| Jan Rytter                                             | individueel (m) | 64e       | plaatsingsronde: 64ste met 1217 punten                                        |
| Ole Gammelgaard Nielsen Henrik Kromann Toft Jan Rytter | team (m)        | 26e       | plaatsingsronde: 7de met 3817 punten 1ste ronde: V van Spanje: 230-233        |

### Gewichtheffen
| Olympiër           | Discipline | Resultaat | Prestatie                                                          |
| ------------------ | ---------- | --------- | ------------------------------------------------------------------ |
| Henrik Andersen    | -75kg (m)  | 27e       | trekken: 27ste met 130kg stoten: 26ste met 167,5kg totaal: 297,5kg |
| Kim Lynge Pedersen | -100kg (m) | 19e       | trekken: 19de met 150kg stoten: 18de met 185kg totaal: 335kg       |

### Kanovaren
| Olympiër                             | Discipline    | Resultaat | Prestatie                                                                                                   |
| ------------------------------------ | ------------- | --------- | --- |
| Christian Frederiksen Arne Nielsson  | C-2 500m (m)  | 5e        | serie 1: 5de in 1.49,58 halve finale 1: 2de in 1.41,58 finale: 5de in 1.42,92                               |
| Christian Frederiksen Arne Nielsson  | C-2 1000m (m) | Zilver    | serie 1: 2de in 3.32,32 finale: 2de in 3.39,26                                                              |
| Thor Nielsen                         | K-1 1000m (m) | 7e        | serie 3: 1ste in 3.39,86 halve finale 1: 2de in 3.36,35 finale: 7de in 3.41,70                              |
| Jesper Møllegaard Staal Thor Nielsen | K-2 500m (m)  | 6e        | serie 1: 3de in 1.37,85 herkansingen: 1ste in 1.31,22 halve finale 2: 3de in 1.30,02 finale: 6de in 1.31,84 |
|                                      |               |           | |
| Yvonne Knudsen                       | K-1 500m (v)  | 13e       | serie 1: 6de in 2.01,09 halve finale 2: 7de in 1.57,94                                                      |
| Jeanette Knudsen Yvonne Knudsen      | K-2 500m (v)  | 8e        | serie 1: 5de in 1.45,82 halve finale 1: 5de in 1.43,58 finale: 8ste in 1.43,98                              |

### Paardensport
| Olympiër                                                                 | Discipline  | Resultaat | Prestatie                                                                 |
| Dressuur                                                                 | Dressuur    | Dressuur  | Dressuur                                                                  |
| ------------------------------------------------------------------------ | ----------- | --------- | ------------------------------------------------------------------------- |
| Lene Hoberg                                                              | individueel | 36e       | Grand Prix: 36ste met 1451 punten                                         |
| Bent Jensen                                                              | individueel | 46e       | Grand Prix: 46ste met 1411 punten                                         |
| Anne Grethe Jensen-Törnblad                                              | individueel | 13e       | Grand Prix: 14de met 1540 punten Grand Prix Special: 13de met 1334 punten |
| Anne Jensen-van Olst                                                     | individueel | 10e       | Grand Prix: 13de met 1542 punten Grand Prix Special: 10de met 1358 punten |
| Lene Hoberg Bent Jensen Anne Grethe Jensen-Törnblad Anne Jensen-van Olst | team        | 5e        | 4533 punten                                                               |
| Eventing                                                                 |             |           |                                                                           |
| Nils Haagensen                                                           | individueel | 21e       |                                                                           |
| Springconcours                                                           |             |           |                                                                           |
| Merethe Jensen                                                           | individueel | 8e        |                                                                           |
| Lone Kroman Petersen                                                     | individueel | 78e       |                                                                           |

### Roeien
| Olympiër | Discipline      | Resultaat | Prestatie |
| --- | --------------- | --------- | --------- |
| Lars Christensen Martin Haldbo Hansen Carsten Hassing Thomas Larsen Stephen Masters Jens Pørneki Kent Skovsager Jørgen Tramm Jesper Thusgård Kristiansen | acht (m)        | 7e        |           |
| |                 |           |           |
| Berit Christoffersen Trine Hansen Ulla Werner Hansen Lene Pedersen                                                                                       | dubbel-vier (v) | 8e        |           |

### Schietsport
| Olympiër               | Discipline                 | Resultaat | Prestatie                                                           |
| ---------------------- | -------------------------- | --------- | ------------------------------------------------------------------- |
| Klavs Jørn Christensen | 50m geweer 3 houdingen (m) | 25e       | kwalificatie: 25ste met 1153 punten (395-374-384)                   |
| Jørgen Herlufsen       | 50m geweer 3 houdingen (m) | 17e       | kwalificatie: 37ste met 1141 punten (395-365-381)                   |
| Bo Lilja               | 50m geweer liggend (m)     | 31e       | kwalificatie: 31ste met 591 punten                                  |
| Jens Harskov Loczi     | 50m geweer liggend (m)     | 11e       | kwalificatie: 11de met 596 punten                                   |
|                        |                            |           |                                                                     |
| Karen Hansen           | 10m luchtpistool (v)       | 12e       | kwalificatie: 12de met 378 punten                                   |
|                        |                            |           |                                                                     |
| Ole Justesen           | skeet                      | 16e       | kwalificatie: 13de met 147 punten halve finale: 16de met 196 punten |
| Ole Riber Rasmussen    | skeet                      | 55e       | kwalificatie: 55ste met 140 punten                                  |

### Tennis
| Olympiër                            | Discipline     | Resultaat | Prestatie                                                           |
| ----------------------------------- | -------------- | --------- | ------------------------------------------------------------------- |
| Kenneth Carlsen                     | enkelspel (m)  | 33e       | 1ste ronde: V van CRO Prpić: 4-6, 6-4, 3-6, 5-7                     |
| Kenneth Carlsen Frederik Fetterlein | dubbelspel (m) | 17e       | 1ste ronde: V van CAN Gyetko/Sébastien Leblanc: 3-6, 6-7(4), 6-7(2) |

### Voetbal
| Olympiër | Discipline | Resultaat | Prestatie                                                            |
| --- | ---------- | --------- | -------------------------------------------------------------------- |
| Stig Tøfting Claus Thomsen Peter Møller Nielsen Lars Højer Nielsen Miklos Molnar Jens Christian Madsen Jens Christian Mosegaard Madsen Jacob Laursen Michael Larsen Niels Christian Jørgensen Jakob Kjeldbjerg Thomas Helveg Per Frandsen Ronnie Ekelund Søren Andersen Peter Frank Andersen | mannen     | 13e       | groep D: 4de G van Mexico: 1-1 G van Ghana: 0-0 V van Australië: 0-3 |

| Groep D |            |             |             |             |             |            |            |            |        |
| #       | Land       | Wedstrijden | Wedstrijden | Wedstrijden | Wedstrijden | Doelpunten | Doelpunten | Doelpunten | Punten |
| #       | Land       | G           | W           | G           | V           | V          | T          | Saldo      | Punten |
| 1       | Ghana      | 5           | 1           | 2           | 0           | 4          | 2          | +2         | 4      |
| 2       | Australië  | 5           | 1           | 1           | 1           | 5          | 4          | +1         | 3      |
| 3       | Mexico     | 5           | 0           | 3           | 0           | 3          | 3          | 0          | 3      |
| 4       | Denemarken | 5           | 0           | 2           | 1           | 1          | 4          | -3         | 2      |

| Ronde      | Datum     | Plaats     | Land | Score     | Land |
| ---------- | --------- | ---------- | ---- | --------- | ---- |
| Groepsfase |           |            |      |           |      |
| 26 juli    | Barcelona | Denemarken | 1-1  | Mexico    |      |
| 28 juli    | Barcelona | Denemarken | 0-0  | Ghana     |      |
| 30 juli    | Barcelona | Denemarken | 0-3  | Australië |      |

### Wielersport
| Olympiër                                                                    | Discipline                    | Resultaat | Prestatie |
| Baan                                                                        | Baan                          | Baan      | Baan |
| --------------------------------------------------------------------------- | ----------------------------- | --------- | --- |
| Dan Frost                                                                   | puntenkoers (m)               | 15e       | 7 punten |
| Jan Bo Petersen                                                             | individuele achtervolging (m) | 5e        | kwalificatie: 8ste in 4.35,904 kwartfinale: V van GBR Boardman: gedubbeld                                             |
| Ken Frost Jimmi Madsen Klaus Kynde Nielsen Jan Bo Petersen Michael Sandstød | ploegenachtervolging (m)      | Brons     | kwalificatie: 4de in 4.17,719 kwartfinale: W van Groot-Brittannië: 4.12,270 halve finale: V van Duitsland: 4.15,860   |
|                                                                             |                               |           | |
| Hanne Malmberg                                                              | individuele achtervolging (v) | 4e        | kwalificatie: 5de in 3.45,230 kwartfinale: W van EUN Samokhvalova: 3.46,959 halve finale: V van GER Rossner: 3.53,516 |
| Weg                                                                         |                               |           | |
| Christian Andersen                                                          | wegwedstrijd (m)              | 18e       | 4:35.56 |
| Lars Michaelsen                                                             | wegwedstrijd (m)              | 11e       | 4:35.56 |
| Claus Møller                                                                | wegwedstrijd (m)              | 34e       | 4:35.56 |
|                                                                             |                               |           | |
| Karina Skibby                                                               | wegwedstrijd (v)              | 11e       | 2:05.03 |

### Zeilen
| Olympiër                                | Discipline        | Resultaat | Prestatie                                       |
| --------------------------------------- | ----------------- | --------- | ----------------------------------------------- |
| Morten Egeblad Christoffersen           | Lechner A-390 (m) | 17e       | 184 punten: (16-12-11-17-21-17-PMS-7-5-25)      |
| Stig Westergaard                        | finn (m)          | 12e       | 97,7 punten: (13-10-24-9-15-15-3)               |
| Jesper Pilegaard Hans Jørgen Riber      | 470 (m)           | 19e       | 130 punten: (26-25-23-23-10-18-5)               |
|                                         |                   |           |                                                 |
| Dorte Jensen                            | Europe (v)        | 5e        | 65,7 punten: (10-1-5-5-12-14-6)                 |
| Marianne Halfdan-Nielsen Susanne Ward   | 470 (v)           | 13e       | 98,4 punten: (6-12-14-11-6-17-25-23-23-10-18-5) |
|                                         |                   |           |                                                 |
| Jens Bojsen-Møller Jørgen Bojsen-Møller | flying dutchman   | Brons     | 37,7 punten: (11-3-10-5-1-2-2)                  |
| Anette Ree Andersen Lars Hendriksen     | tornado           | 16e       | 107,0 punten: (2-15-17-14-11-17-18)             |
| Benny F. Andersen Mogens Just Mikkelsen | star              | 9e        | 85,7 punten: (21-6-19-4-1-19-10)                |
| Jesper Bank Steen Secher Jesper Seier   | soling            | Goud      | 24,4 punten: (2-2-1-8-8-DNC)                    |

### Zwemmen
| Olympiër                                                      | Discipline            | Resultaat | Prestatie                                           |
| ------------------------------------------------------------- | --------------------- | --------- | --------------------------------------------------- |
| Franz Mortensen                                               | 50m vrije slag (m)    | 29e       | serie 10: 8ste in 23,61                             |
| Franz Mortensen                                               | 100m vrije slag (m)   | 26e       | serie 9: 8ste in 51,29                              |
| Franz Mortensen                                               | 200m vrije slag (m)   | 32e       | serie 4: 3de in 1.53,86                             |
| Lars Sørensen                                                 | 200m rugslag (m)      | 36e       | serie 3: 7de in 2.06,80                             |
| Lars Sørensen                                                 | 100m schoolslag (m)   | 44e       | serie 4: 7de in 1.07,94                             |
| Lars Sørensen                                                 | 200m wisselslag (m)   | 11e       | serie 8: 6de in 2.04,65 finale B: 3de in 2.03,81    |
|                                                               |                       |           |                                                     |
| Gitta Jensen                                                  | 50m vrije slag (v)    | 18e       | serie 7: 6de in 26,54                               |
| Mette Nørskov Nielsen                                         | 50m vrije slag (v)    | 25e       | serie 4: 4de in 26,80                               |
| Gitta Jensen                                                  | 100m vrije slag (v)   | 12e       | serie 6: 6de in 56,74 finale B: 4de in 56,59        |
| Mette Nørskov Nielsen                                         | 100m vrije slag (v)   | 27e       | serie 3: 5de in 58,67                               |
| Mette Jacobsen                                                | 200m vrije slag (v)   | 13e       | serie 5: 4de in 2.01,84 finale B: 5de in 2.02,14    |
| Gitta Jensen                                                  | 200m vrije slag (v)   | 14e       | serie 3: 5de in 2.02,27 finale B: 6de in 2.02,32    |
| Mette Jacobsen                                                | 400m vrije slag (v)   | 17e       | serie 4: 4de in 4.16,80                             |
| Britta Vestergaard                                            | 100m schoolslag (v)   | 27e       | serie 5: 8ste in 1.13,58                            |
| Britta Vestergaard                                            | 200m schoolslag (v)   | 21e       | serie 2: 1ste in 2.35,28                            |
| Berit Puggaard                                                | 100m vlinderslag (v)  | 38e       | serie 3: 5de in 1.04,57                             |
| Mette Jacobsen                                                | 200m vlinderslag (v)  | 7e        | serie 3: 2de in 2.13,18 finale: 7de in 2.11,87 (NR) |
| Berit Puggaard                                                | 200m vlinderslag (v)  | 15e       | serie 5: 5de in 2.16,11 finale B: 7de in 2.15,07    |
| Annette Poulsen                                               | 200m wisselslag (v)   | 35e       | serie 3: 6de in 2.25,67                             |
| Britta Vestergaard                                            | 400m wisselslag (v)   | DSQ       | serie 2: gediskwalificeerd                          |
| Mette Jacobsen Gitta Jensen Annette Poulsen Berit Puggaard    | 4x100m vrije slag (v) | 6e        | serie 2: 4de in 3.48,78 finale: 6de in 3.47,81 (NR) |
| Mette Jacobsen Gitta Jensen Berit Puggaard Britta Vestergaard | 4x100m wisselslag (v) | 11e       | serie 1: 4de in 4.17,20                             |

Albanië · Algerije · Amerikaanse Maagdeneilanden · Amerikaans-Samoa · Andorra · Angola · Antigua en Barbuda · Argentinië · Aruba · Australië · Bahama's · Bahrein · Bangladesh · Barbados · België · Belize · Benin · Bermuda · Bhutan · Bolivia · Bosnië en Herzegovina · Botswana · Brazilië · Britse Maagdeneilanden · Bulgarije · Burkina Faso · Canada · Centraal-Afrikaanse Republiek · Chili · China · Chinees Taipei · Colombia · Congo-Brazzaville · Cookeilanden · Costa Rica · Cuba · Cyprus · Denemarken · Djibouti · Dominicaanse Republiek · Duitsland · Ecuador · Egypte · El Salvador · Equatoriaal-Guinea · Estland · Ethiopië · Fiji · Filipijnen · Finland · Frankrijk · Gabon · Gambia · Gezamenlijk team · Ghana · Grenada · Griekenland · Groot-Brittannië · Guam · Guatemala · Guinee · Guyana · Haïti · Honduras · Hongarije · Hongkong · Ierland · IJsland · India · Indonesië · Irak · Iran · Israël · Italië · Ivoorkust · Jamaica · Japan · Jemen · Jordanië · Kaaimaneilanden · Kameroen · Kenia · Koeweit · Kroatië · Laos · Lesotho · Letland · Libanon · Libië · Liechtenstein · Litouwen · Luxemburg · Madagaskar · Malawi · Malediven · Maleisië · Mali · Malta · Marokko · Mauritanië · Mauritius · Mexico · Monaco · Mongolië · Mozambique · Myanmar · Namibië · Nederland · Nederlandse Antillen · Nepal · Nicaragua · Nieuw-Zeeland · Niger · Nigeria · Noord-Korea · Noorwegen · Oeganda · Oman · Oostenrijk · Pakistan · Panama · Papoea-Nieuw-Guinea · Paraguay · Peru · Polen · Portugal · Puerto Rico · Qatar · Roemenië · Rwanda · Saint Vincent‑Grenadines · Salomonseilanden · Samoa · San Marino · Saoedi-Arabië · Senegal · Seychellen · Sierra Leone · Singapore · Slovenië · Soedan · Spanje · Sri Lanka · Suriname · Swaziland · Syrië · Tanzania · Thailand · Togo · Tonga · Trinidad en Tobago · Tsjaad · Tsjecho-Slowakije · Tunesië · Turkije · Uruguay · Vanuatu · Venezuela · Verenigde Arabische Emiraten · Verenigde Staten · Vietnam · Zaïre · Zambia · Zimbabwe · Zuid-Afrika · Zuid-Korea · Zweden · Zwitserland · Onafhankelijke olympische deelnemers